# Raynauth Jeffrey
Raynauth Jeffrey (Georgetown, 22 mei 1994) is een Guyaans wielrenner.

## Carrière
In 2014 nam Jeffrey deel aan de Gemenebestspelen, waar hij dertigste werd in de tijdrit en de wegwedstrijd niet uitreed. In 2017 werd hij voor de vierde maal nationaal kampioen tijdrijden en voor de tweede maal op de weg.

## Overwinningen
2013
 Guyaans kampioen tijdrijden, Elite
 Guyaans kampioen op de weg, Elite
2014
 Guyaans kampioen tijdrijden, Elite
2016
 Guyaans kampioen tijdrijden, Elite
2017
 Guyaans kampioen tijdrijden, Elite
 Guyaans kampioen op de weg, Elite
2018
 Guyaans kampioen tijdrijden, Elite